# Coulimer
Coulimer è un comune francese di 292 abitanti situato nel dipartimento dell'Orne nella regione della Normandia.

## Storia
Coulimer è stato capoluogo del cantone durante la Rivoluzione francese.

## Società

### Evoluzione demografica
Abitanti censiti